# Lodovico Giraud

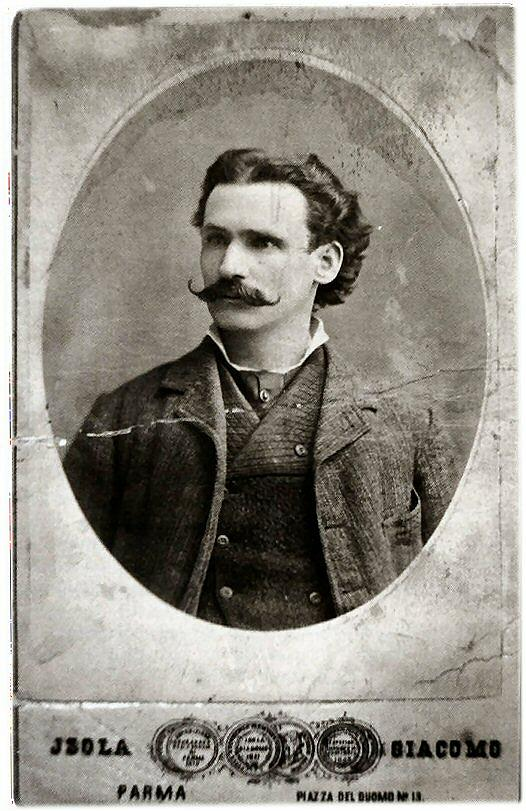
Lodovico Giraud
Foto: Giacomo Isola (Parma)

Lodovico Giraud (2. März 1846 in Parma – 16. Oktober 1882 in Guadalajara, Mexiko) war ein italienischer Opernsänger der Stimmlage Tenor, der in seiner kurzen Laufbahn an zahlreichen Opernhäusern Italiens und Lateinamerikas reüssierte. Er starb unter tragischen Umständen am Höhepunkt seiner künstlerischen Karriere.

## Leben und Werk
Giraud wuchs in ärmsten Verhältnissen auf. Er arbeitete im Büro von Domenico Fugazza, eines Musikliebhabers, der seine stimmlichen Potentiale erkannte und der seine Ausbildung ermöglichte. Ab November 1867 studierte er erst privat, dann bei Giuseppe Griffini, Professor an der Regia Scuola di Musica del Carmine, dem späteren Conservatorio Arrigo Boito von Parma. Er heiratete Maria Givoni und hatte mit ihr zumindest einen Sohn, Fiorello, geboren am 22. Oktober 1870 in Parma. Giraud studierte mit großer Begeisterung.
Ende Februar 1871 übersiedelte er nach Mailand, wo er im folgenden Jahr am Politeama debütierte, dem späteren Teatro Dal Verme. Er sang den Glauco in Jone, einer heute vergessenen Oper von Errico Petrella. Gelobt wurde schon damals die Reinheit seines Timbres und die Kunst der Phrasierung. Nach weiteren vier Jahren der Perfektionierung kehrte er auf die Bühne zurück und übernahm ein Engagement in seiner Heimatstadt, am Teatro Regio di Parma. Er eröffnete die Spielzeit 1876–77 mit Diana di Chaverny  von Filippo Sangiorgi, einem Werk, welches auf geteilte Zustimmung stieß, konnte jedoch die Begeisterung des Publikums als Glauco und als Manrico im Trovatore erringen. Er wurde mehrfach vor den Vorhang gerufen.
In der folgenden Spielzeit sang er am Teatro Municipale di Piacenza den Radames und den Manrico, übernahm aber auch eine unbekannte Rolle in der Agnese von Guindani. 1876 soll er auch am Principal in Barcelona aufgetreten sein. Es folgten Verpflichtungen am Pagliano von Florenz, am Brunetti in Bologna sowie am Marrucino von Chieti – dort in der Titelpartie von Il Guarany und gemeinsam mit Mattia Battistini in L’assedio di Cesarea von Giuseppe Persiani. 1879–80, während seiner zweiten Saison in Parma, konnte er den große Erfolg der ersten Spielzeit wiederholen – in der Titelpartie von Meyerbeers Roberto il diavolo und in Pacinis Nicolò De Lapi. Er wurde an das Politeama von Genua engagiert, sang am Malibran von Venedig, am Ristori in Verona, am Municipale in Piacenza und am Politeama in Florenz. Im Dezember 1880 übernahm er in Genua, obwohl nach schwerer Erkrankung noch nicht vollständig genesen, den Radames in Verdis Aida und beeindruckte durch seine stimmliche Brillanz. Er sang in der ligurischen Hauptstadt auch die Titelpartie in Marchettis Ruy Blas. In Verona trat er in der Oper L'ebreo von Giuseppe Apolloni und erneut in Petrellas Jone auf. Vermutlich sein letzter Auftritt in Italien war der Oronte in Verdis I Lombardi alla prima crociata.
Er sang mehrfach an mittel- und südamerikanischen Opernhäusern, beispielsweise in Brasilien, Kuba, Mexiko und Paraguay. 1880 feierte er in Brasilien in der Titelpartie von Il Guarany Triumphe. Zwei Jahre später – im Oktober 1882 in Mexiko – erkrankte er am Gelbfieber, ließ sich jedoch nicht davon abbringen den Manrico im Troubadour zu singen. Das Haus war ausverkauft und er wollte das Publikum nicht enttäuschen. Sowohl seine Frau, als auch der Arzt rieten ihm eindringlich vom Auftritt ab, doch der Sänger ließ sich nicht beirren. Vollgepumpt mit Medikamenten begeisterte er das Publikum restlos, die Cabaletta „Di quella pira“ musste er wiederholen. Nach der Vorstellung kollabierte er, tags darauf verstarb er. Seine letzte Ruhe fand er im Pantheon in Belém, unter großer Anteilnahme breiter Bevölkerungsschichten.
Fiorello Giraud war zwölf Jahre alt, als sein Vater starb. Er trat trotz misslicher Umstände in dessen Fußstapfen, studierte Gesang, wurde Opernsänger, absolvierte eine internationale Laufbahn und reüssierte insbesondere in Opern des Verismo und in Wagnerrollen. Er sang 1892 den Canio in der Uraufführung von Leoncavallos Kurzoper Pagliacci, im selben Mailänder Theater, in dem – zwanzig Jahre zuvor – sein Vater debütiert hatte.

## Rollen (Auswahl)
| Apolloni: - Unbekannte Rolle in L’ebreo Bellini: - Pollione in Norma Gomes: - Pery, der Titelheld in Il Guarany Guindani: - Unbekannte Rolle in Agnese (Überarbeitung von Regina di Castiglia) Marchetti: - Titelpartie in Ruy Blas Meyerbeer: - Titelpartie in Roberto il diavolo |  | Pacini: - Unbekannte Rolle in Niccolò de’ Lapi Persiani: - Unbekannte Rolle in L’assedio di Cesarea Petrella: - Glauco in Jone Ponchielli: - Enzo Grimaldo in La Gioconda Sangiorgi: - Unbekannte Rolle in Diana di Chaverny Verdi: - Oronte in I Lombardi alla prima crociata - Titelpartie in Ernani - Manrico in Il trovatore - Radames in Aida |